# 묘기정
묘기정(일본어: 妙義町)은 일본 군마현 서부에 위치했던 정이다.  
2006년 3월 27일에 도미오카시와 신설 합병해 새로운 도미오카시가 되었다.

## 역사
- 1889년 4월 1일 - 정촌제 시행에 의해 기타간라군, 묘기정, 다카타촌이 성립하였다.
- 1950년 4월 1일 - 간라군 소속이 되었다.
- 1955년 3월 20일 - 묘기정, 다카타촌이 합병해 묘기정이 성립하였다.
- 2006년 3월 20일 - 도미오카시와 합병해 새로운 도미오카시가 되었다.

## 교육

### 초등학교
- 묘기정 다카타 초등학교
- 묘기정 묘기의 초등학교

### 중학교
- 묘기정립 묘기 중학교

## 참고 문헌
- 角川日本地名大辞典編纂委員会, 『角川日本地名大辞典 10 群馬県』1988, 角川書店